# Poggius
Poggius là một chi bọ cánh cứng trong họ 
Elateridae.
Chi này được miêu tả khoa học năm 2001 bởi Platia & Gudenzi.

## Các loài
Các loài trong chi này gồm:
- Poggius barriesi Platia & Gudenzi, 2001
- Poggius indosinensis Platia & Gudenzi, 2001
- Poggius minutus Platia & Gudenzi, 2001
- Poggius quadrimaculatus (Candèze, 1878)